# Saida (Kreischa)

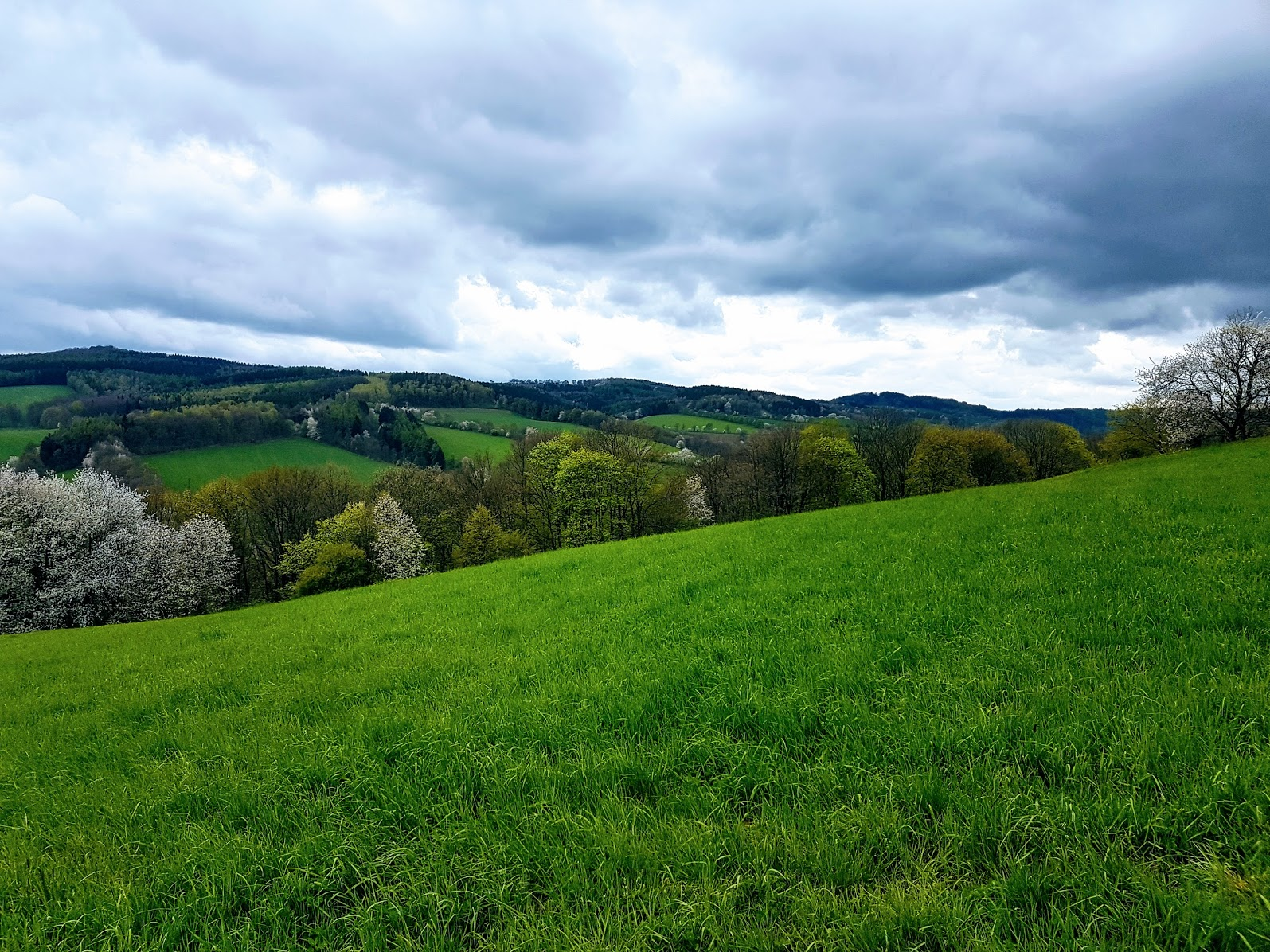
Blick von Saida Richtung Wilisch (2017)

Saida ist ein Ortsteil der sächsischen Gemeinde Kreischa im Landkreis Sächsische Schweiz-Osterzgebirge.

## Geografie
Saida befindet sich südlich der Landeshauptstadt Dresden, westlich der Stadt Dohna und östlich von Kreischa.

### Nachbarorte
| Kautzsch | Gombsen                                     | Neuborthen   |
| Kreischa | Kompassrose, die auf Nachbargemeinden zeigt |              |
|          | Lungkwitz                                   | Wittgensdorf |

## Geschichte
Die erste urkundliche Erwähnung Saidas stammt aus dem Jahr 1350. 1378 gehörte der Ort zum Castrum Dresden, ab 1547 zum Amt Dresden. Danach gehörte der Ort von 1856 bis 1875 zum Gerichtsamt Dippoldiswalde, dann zur gleichnamigen Amtshauptmannschaft. Am 1. April 1939 wurde Saida nach Gombsen eingemeindet, später kam noch Wittgensdorf dazu. 1952 wurde Saida Teil des Kreises Freital (später Landkreis). Zum 1. Januar 1974 erfolgte die Eingemeindung Gombsens nach Kreischa. Im Zuge der Landkreisreform in Sachsen 1994 wurde Kreischa mit seinen Ortsteilen Teil des aus den Landkreisen Freital und Dippoldiswalde neugebildeten Weißeritzkreises. Dieser wurde zum 1. August 2008 mit dem Landkreis Sächsische Schweiz zum Landkreis Sächsische Schweiz-Osterzgebirge vereinigt.

### Entwicklung der Einwohnerzahl
| Jahr | Einwohnerzahl               |
| ---- | --------------------------- |
| 1547 | 6 besessene Mann            |
| 1764 | 4 besessene Mann, 9 Häusler |
| 1834 | 99                          |
| 1871 | 85                          |
| 1890 | 64                          |
| 1910 | 83                          |
| 1925 | 88                          |